# Уравнение на Фенске
Уравнението на Фенске е формула, използвана в химичното инженерство за изчисляване на минималния брой теоретични тарелки във фракционна колона, при пълен рефлукс (без отвеждане от колоната на излищен дестилат).
Уравнението има различни формулировки, като често използван вариант, валиден само за двойни смеси, е:
{\displaystyle \ N={\frac {\log \,{\bigg [}{\Big (}{\frac {X_{d}}{1-X_{d}}}{\Big )}{\Big (}{\frac {1-X_{b}}{X_{b}}}{\Big )}{\bigg ]}}{\log \,\alpha _{avg}}}},
където:
- {\displaystyle N} е минималният брой теоретични тарелки, необходими за пълен рефлукс, включително ребойлера;
- {\displaystyle X_{d}} е моларният дял на по-волатилния компонент в излишния дестилат;
- {\displaystyle X_{b}} е моларният дял на по-волатилния компонент на дъното;
- {\displaystyle \alpha _{avg}} е средната относителна волатилност на по-волатилния компонент спрямо по-слабо волатилния.

Уравнението е наречено на американския инженер Мерел Фенске, който го извежда през 1932 година.